# Barreau de Gonesse
Pour un article plus général, voir Ligne D du RER d'Île-de-France.
Le Barreau de Gonesse était un projet de développement des transports en Île-de-France conduit par Île-de-France Mobilités (ex-STIF), autorité organisatrice des transports franciliens.
Il consiste en la création d'une nouvelle branche du RER D dans le prolongement de la gare de Villiers-le-Bel - Gonesse - Arnouville vers la gare du Parc des Expositions (RER B). Il a été projeté pour 2013 puis 2020.
Le vice-président du conseil régional d'Île-de-France chargé des transports, Stéphane Beaudet, annonce son abandon en juin 2018.

## Histoire
En 1998 est lancée une première étude de faisabilité pour améliorer la desserte du pôle de Paris – Charles de Gaulle pour le secteur Est du Val-d'Oise. Entre 2004 et 2007, trois fuseaux de passage sont alors été envisagés :
- un fuseau nord passant entre Goussainville et Le Thillay, puis Vaudherland et Roissy-en-France ;
- un fuseau centre passant entre Le Thillay et Gonesse ;
- un fuseau sud quittant l'axe du RER au nord de la gare de Garges - Sarcelles passant au sud d’Arnouville et de Gonesse.

En 2007, le fuseau central est privilégié.
Le Schéma directeur de la région Île-de-France (SDRIF) de 2008 propose l'ouverture d'une nouvelle branche du RER D au nord, utilisant une infrastructure à créer, dite barreau de Gonesse, entre la gare de Villiers-le-Bel - Gonesse - Arnouville et la gare du Parc des Expositions (RER B). Cette infrastructure permettrait la desserte de l'aéroport de Paris-Charles-de-Gaulle soit par une correspondance avec le RER B, soit directement (en cas de partage de l'infrastructure utilisée par le RER B), tout en desservant le triangle de Gonesse, pôle de développement économique, qui aurait accueilli le centre commercial EuropaCity dont le projet a été abandonné en novembre 2019,
Le barreau fait l'objet en 2008 du soutien du président de la République Nicolas Sarkozy ainsi que du président du Conseil régional d'Île-de-France Jean-Paul Huchon, qui évoque un début du chantier dès 2012. Une partie de ce financement devait venir du « Plan Espoir Banlieues » approuvé par le comité interministériel des villes du 20 juin 2008 où l'État se dit prêt à y financer, à hauteur de 220 millions d'euros quatre projets dont le Barreau de Gonesse.
Toutefois, le barreau de Gonesse a semblé ne plus devoir être prioritaire pour le STIF qui a d'abord lancé une liaison bus en site propre dite TCSP Barreau de Gonesse. La crainte que cette liaison bus n'enterre le projet de liaison ferrée suscite la consternation des élus locaux de la communauté d'agglomération Val de France, qui ont voté le 18 décembre 2008 une motion demandant que « les études de faisabilité commencent dans les meilleurs délais » et « que le calendrier de réalisation de cette nouvelle infrastructure soit clairement et définitivement arrêté, ». La mise en service de la liaison bus reliant les gares de Villiers-le-Bel-Gonesse-Arnouville et de Villepinte est alors évoquée pour 2013 alors que celle du barreau ferroviaire adviendrait vers 2017-2018 selon le président du conseil général du Val-d'Oise, Didier Arnal.
Le plan des grandes orientations des transports en commun en Île-de-France jusqu'en 2025 défini le 26 janvier 2011 entre l’État et la Région conserve le projet du TSCP pour 2013 et celui du barreau ferroviaire, inscrit pour 200 millions d'euros à l'horizon 2017.
Le 19 décembre 2012, le STIF prévoyait encore le calendrier suivant :
- approbation du schéma de principe : 2013 ;
- enquête publique : 2013 ;
- approbation de l’avant-projet et convention de financement : 2014 ;
- début des travaux : 2017 ;
- mise en service : 2020.

Dans sa délibération du 10 juillet 2013 relative au schéma de principe du barreau de Gonesse, le Conseil du STIF demande — notamment sous l'impulsion des élus écologistes — à Réseau Ferré de France d'optimiser le projet. L’enquête publique n’est pas menée. Bien que le projet demeure explicitement dans le Contrat de Plan État-Région de 2015-2020, sa réalisation pour 2020 semble irréaliste,.
Sans financement, le projet est en 2017 jugé non prioritaire par le nouveau vice-président du conseil régional d'Île-de-France chargé des transports, Stéphane Beaudet.

## Caractéristiques

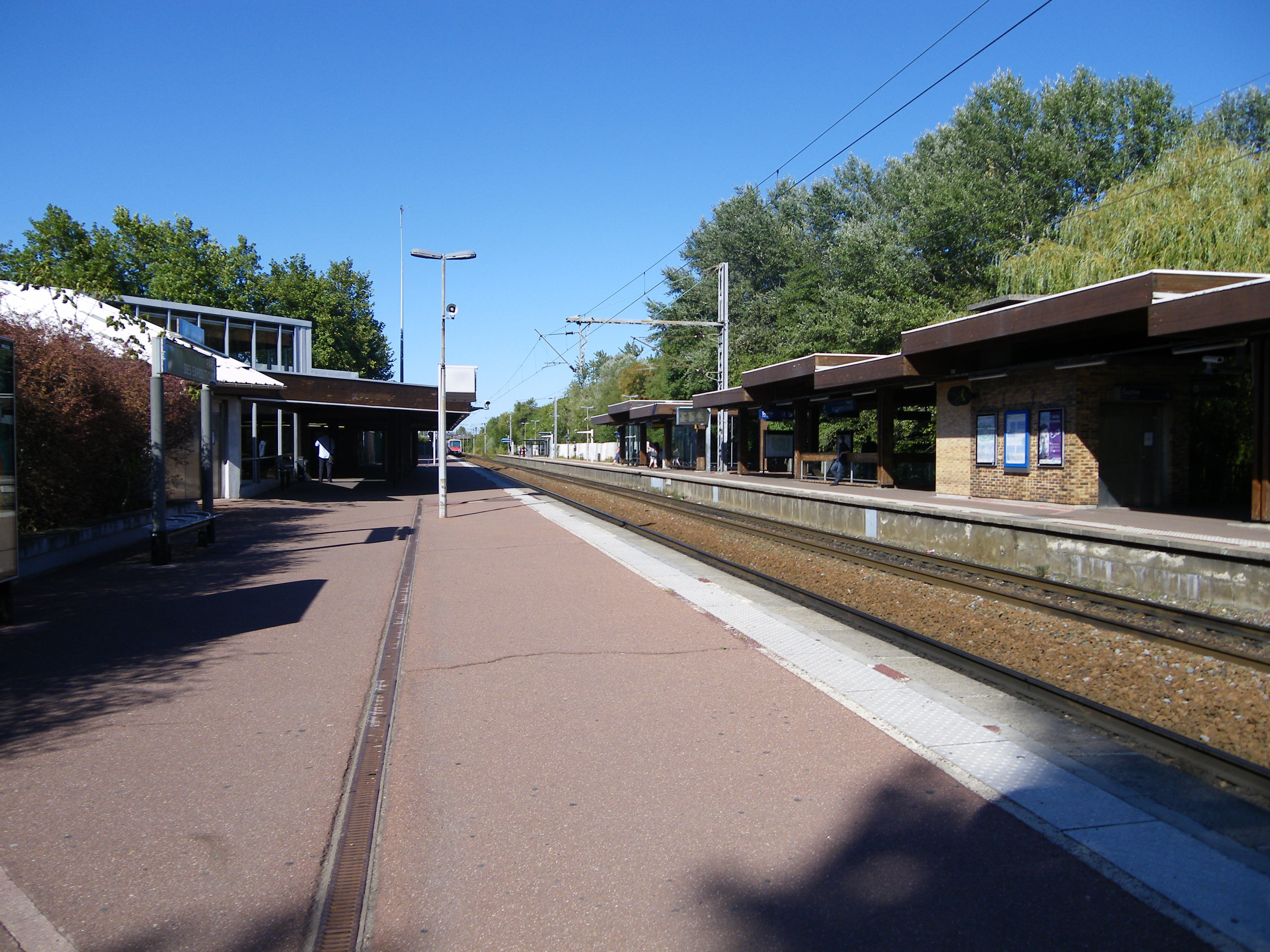
La gare du Parc des Expositions, avant le début des travaux RER B Nord +, en août 2009.

Le projet de nouvelle branche est d'une longueur de 11,4 kilomètres dont 9,8 de voies nouvelles avec un temps de parcours de 10 minutes, par les trains précédemment terminus Villiers-le-Bel prolongés, les trains venant du nord ne pouvant donc l'emprunter. Elle est conçue pour une vitesse maximale de 120 km/h, avec ponctuellement en raison notamment des contraintes d'insertion, des limitations à 90, 80 voire 60 km/h. Elle serait desservie à raison de quatre trains par heure (1 train par quart d'heure) et par sens, tout au long de la journée,, soit une capacité de 10 400 places par heure et par sens. Cette branche accueillerait 4 400 voyageurs par heure de pointe, deux sens cumulés. Le besoin en matériel supplémentaire est évalué à 2 trains soit 4 éléments.
La future gare de Gonesse est située dans la zone urbanisée du projet d'aménagement du triangle de Gonesse, sur un tracé en alignement, permettant une bonne desserte du Triangle. Elle doit disposer de deux quais latéraux longs de 265 mètres avec une rectitude du tracé qui permettrait d'assurer une accessibilité quai/train facilitée avec la ligne 17 du Grand Paris Express.
Le tracé passerait par les communes d'Arnouville, Le Thillay, Gonesse et Villepinte avec une emprise foncière totale de 40 hectares. À la sortie du Thillay, le tracé traverse le parc urbain de la Patte d’Oie et de l’écoulement de la rivière Croult, mais n'impacte aucun monument historique, ni aucune espèce animale ou végétale sensible. Dans le secteur du « Moulin à Drap », au niveau des communes de Gonesse et Le Thillay, le Conseil général envisage une déviation de la RD 47, voie nouvelle de liaison entre les RD 47 et RD 902. Cette nouvelle voie routière serait parallèle à la voie ferrée dans la section comprise entre les RD 47 et RD 317. Après le parc de la Patte d'Oie et avant d'arriver à la future gare du Triangle de Gonesse, la ligne passe près du mémorial de l'accident du Concorde
La gare terminale du Parc des Expositions serait accolée à l'est de la gare actuelle du RER B. Elle serait organisée autour d'un quai central long de 265 mètres et accessible par le biais d'accès créés ex nihilo qui déboucheraient sur le souterrain existant. Cette disposition permettra d'optimiser les correspondances avec le RER B, qui bénéficierait alors aux heures de pointe de 10 trains par heure. Dans le prolongement du quai, un tiroir de retournement d'une longueur de 259 mètres, afin de permettre le retournement d'une unité multiple de Z 20500 serait réalisé pour gagner en robustesse et en régularité. Sa réalisation est étudiée pour être compatible avec le RER B Nord + qui doit créer une troisième voie en gare et le projet de garage du CDG Express.
L'exploitation de la nouvelle branche nécessiterait l'utilisation de deux rames supplémentaires, pour un coût d'acquisition estimé de 30 millions d'euros. Le coût estimatif du projet, au niveau des études préliminaires et aux conditions économiques de janvier 2006, se monte de 243 millions d'euros ou à 258 millions d'euros HT, selon que le tracé passe au-dessus de l'autoroute A1 par un pont-rail ou en tunnel. Ces prévisions de coût intègrent les postes de terrassements, d'assainissement, ouvrages d'art, voiries et réseaux divers, équipements ferroviaires, gares, acquisitions foncières et mesures d'insertion environnementales. Le coût du projet est estimé en 2016 entre 300 et 320 millions d'euros.
|  |   |  | Gare                                   | Zones | Communes desservies | Correspondances                      |
|  | - |  | -------------------------------------- | ----- | ------------------- | ------------------------------------ |
|  | o |  | Villiers-le-Bel - Gonesse - Arnouville | 4     | Arnouville          | existant :                           |
|  | o |  | Triangle de Gonesse                    | 4     | Gonesse             | envisagé : (horizon 2024)            |
|  | o |  | Parc des Expositions                   | 4     | Villepinte          | existant : envisagé : (horizon 2027) |

## Débat sur le projet
Les usagers actuels des transports en commun, habitant à l’est du Val-d’Oise et empruntant le RER D ou la ligne H, auraient un gain de temps :
- supérieur à 20 minutes en direction de l'aéroport de Paris-Charles-de-Gaulle ;
- supérieur à 10 minutes en direction du Parc des Expositions de Villepinte et de la zone d’activités de Paris-Nord 2.

Le Barreau de Gonesse est justifié en 2011 par le projet d’urbanisation du Triangle de Gonesse porté par l’EPA Plaine de France qui entend y développer sur 250 hectares des activités tertiaires et technologiques ainsi que des équipements dédiés aux loisirs, à la culture et aux services afin de permettre la création de 40 000 emplois. Toutefois, ce projet nommé EuropaCity est contesté, le site envisagé étant une des rares zones maraîchères dans l'agglomération parisienne et par l'imperméabilisation des rares terrains qu'il entraînerait. Créé en 2011, le Collectif pour le Triangle de Gonesse s'oppose au projet EuropaCity et milite pour conserver un usage agricole de ces terres,.
En 2013, le président du groupe écologiste au conseil régional Mounir Satouri estime que le TSCP est de nature à couvrir les besoins, mais le député-maire de Gonesse Jean-Pierre Blazy estime que l'urbanisation du Triangle de Gonesse accroîtrait les besoins de transport.
Le site spécialisé Transport à Paris doute de « l'intérêt de mener de front un projet de branche au RER qui apparaît ostensiblement surcapacitaire avec un projet de ligne de métro, la ligne 17, dont on sait qu'elle sera aussi surdimensionnée par rapport aux besoins ». Alors que l'exploitation du RER D est déjà défaillante, l’impact de cette nouvelle branche sur l’exploitation inquiète l'association SADUR, qui s'interroge par ailleurs sur la redondance avec d'autres projets dans le nord francilien. L'AUT Île-de-France s'interroge sur un tracé de 11,5 km alors que la distance entre les deux gares n'est que 7,5 km, qui plus est avec quatre coudes et six ouvrages d'art, et sur l'opportunité de réaliser une nouvelle branche au lieu d'une tangentielle reliant les deux lignes de RER mais aussi la ligne H et conclut en estimant que le projet est « inapproprié » et « source de dépenses inutiles ».